# Joplin Sibtain
Syed Fahim Joplin Sibtain, parfois crédité professionnellement comme Chook Sibtain, est un acteur britannique. 

## Biographie
Il est né en août 1969 à Londres. Il est connu pour la série Netflix Safe, ses saisons au National Theatre et son rôle de Tarak Ital dans le spécial Doctor Who intitulé "La Conquête de Mars". Il a fourni la voix pour le personnage d’Olin dans le jeu vidéo Horizon Zero Dawn. Il a remporté le prix du meilleur acteur aux New York Movie Awards pour son rôle principal dans Memory Man et est apparu comme Brasso dans la série télévisée Andor de la franchise Star Wars. Il a également joué de 1993 à 1997 l'homme masqué dans les idents et les bumpers commerciaux de la chaîne de télévision suisse TSI.